# Lac Miro
Le Lac Miro est un lac situé dans la Matawinie à Sainte-Béatrix au Québec. 